# Carlos José Gama Miranda

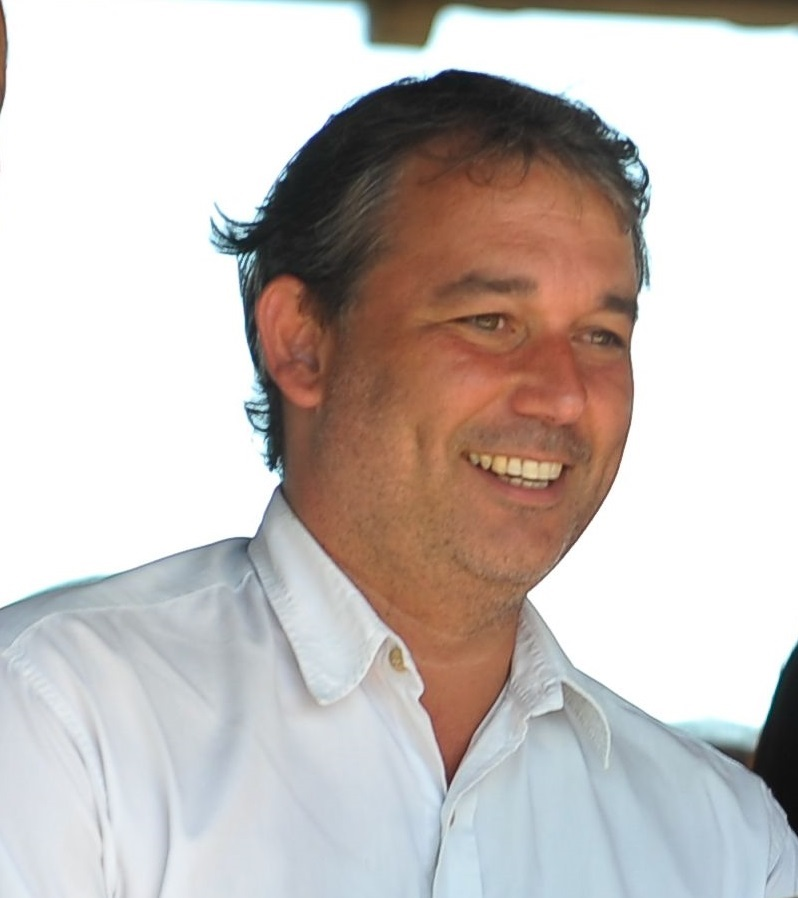
Foto: Tomaz Silva/Agência Brasil

Carlos José Gama Miranda (São Paulo, 9 de maio de 1970), conhecido como Casé, é um político brasileiro.
Elegeu-se prefeito de Paraty pelo PT em 2012 e pelo PMDB em 2016. Na sua gestão, dialogou com as comunidades indígenas e caiçaras do município. Também assinou um convênio com a Eletronuclear para a construção de um hospital.
Em 19 de maio de 2015, foi alvo de um atentado. Quando deixava o paço da cidade, foi atingido de raspão na cabeça por um tiro. Um assessor do prefeito  também foi atingido. Dois primos do ex-prefeito José Carlos Porto Neto foram presos, acusados de serem os autores do atentado. No dia 21 de Dezembro de 2015, uma equipe do CQC da rede bandeirantes foi na prefeitura em busca de entrevistar o prefeito, sobre as mortes no transporte público de Paraty. A equipe do programa foi agredida pela assessoria do prefeito. .